# Szentpétervári Férfikar
A Szentpétervári Férfikar egy orosz férfikórus, amely kezdetben Moszkvában működött, majd a 18. században Szentpétervárra költözött. A 19. század végén a kórus létszáma 90 fő volt, 40 felnőtt férfi, és 50 gyermek. Nők sosem lehettek a kórus tagjai. A zenei oktatáshoz a bel canto módszereit használják, kiaknázandó a legjobb hangú emberek tehetségét. Külön érdekesség, hogy a 22 basszusból 7 basso profondo.

## Diszkográfia
The Male Choir Of St. Petersburg - Vadim Afanasiev (EMI Classics) 